# 2-metilheptan
2-metilheptanul este un compus organic cu formula structurală (CH3)2CH(CH2)4CH3, fiind unul dintre numeroșii izomeri ai octanului (C8H18).